# Schwarzenbergpark

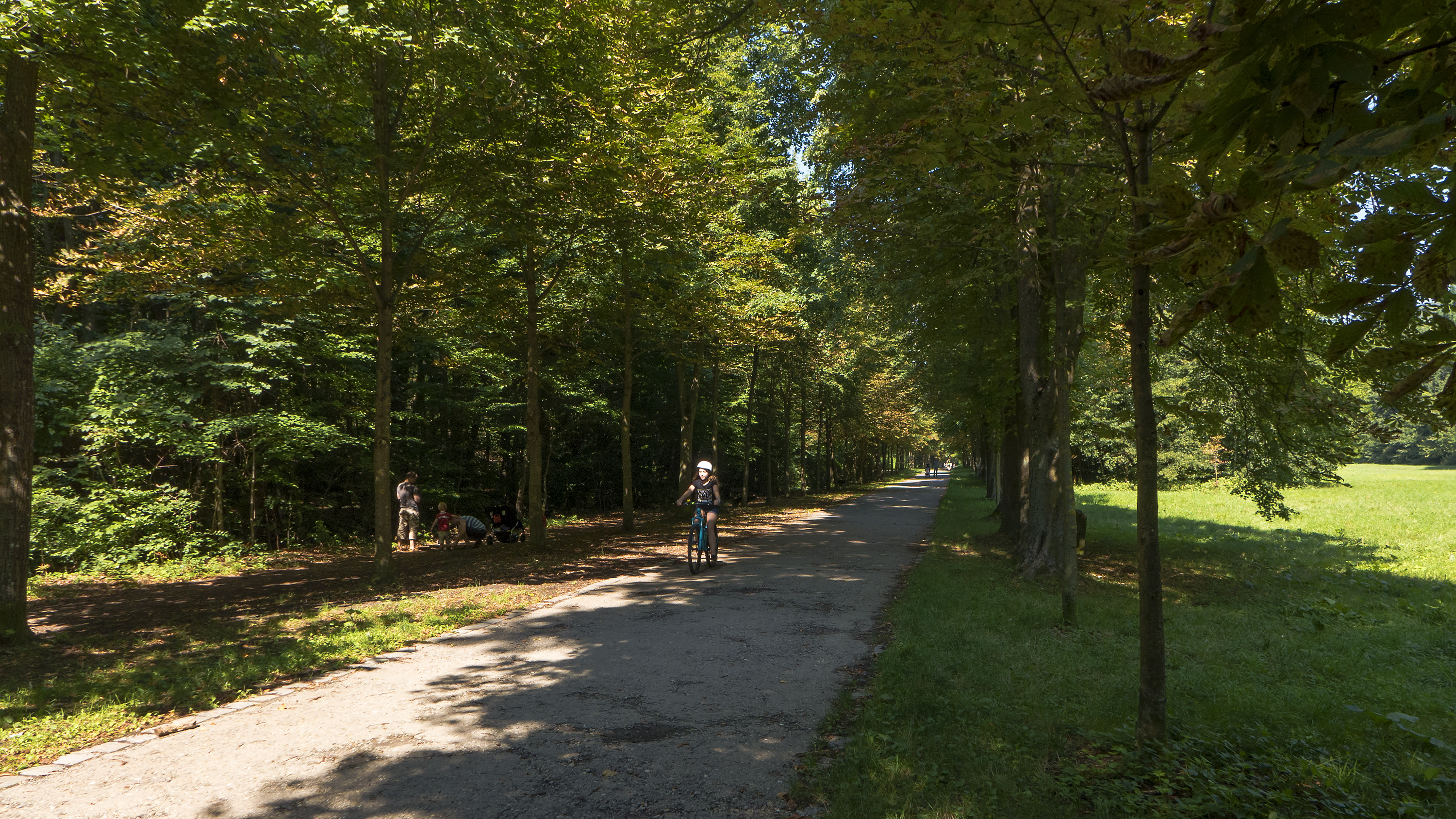
Schwarzenbergpark

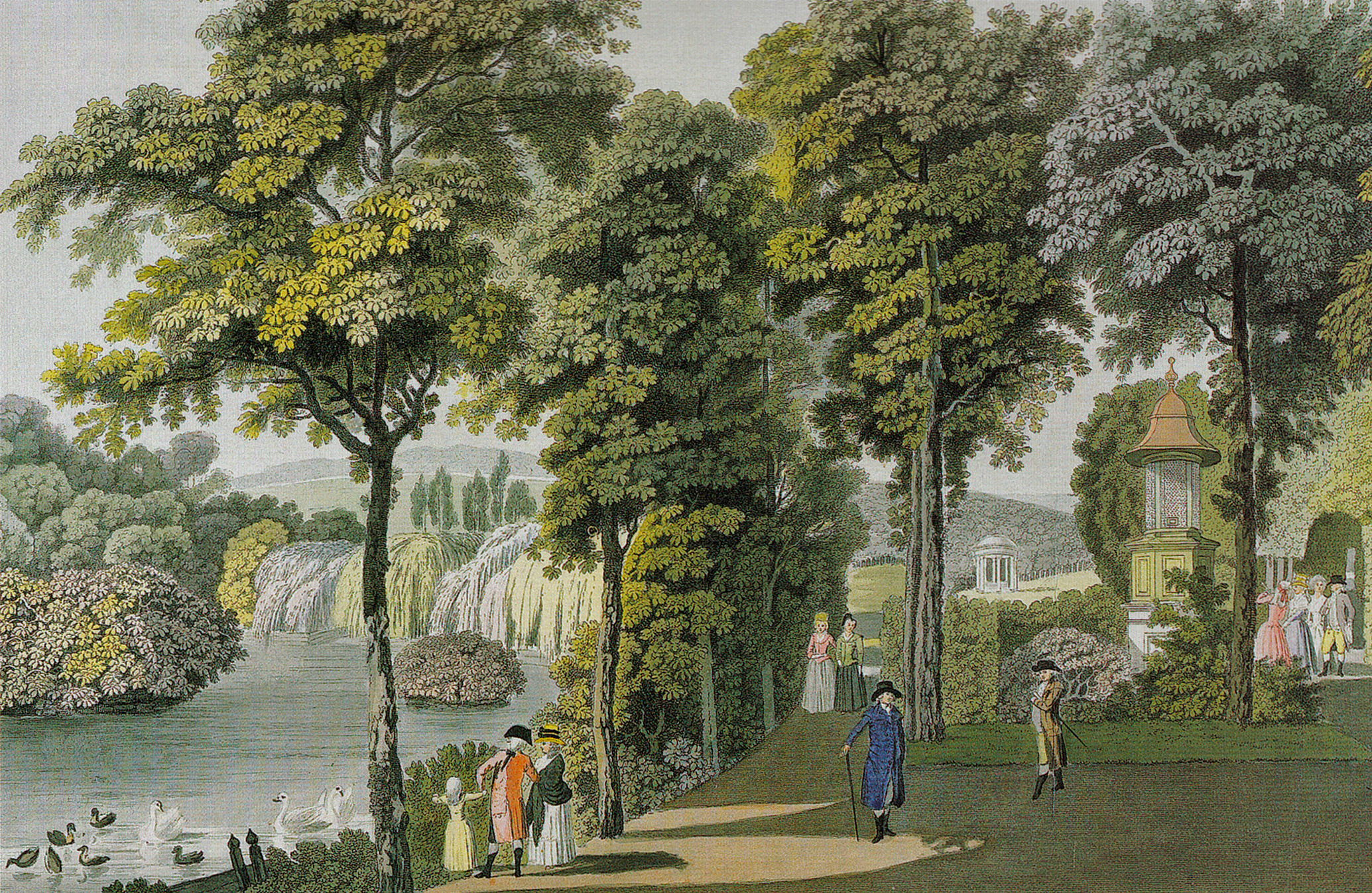
Der Neuwaldegger Schlosspark (1792)

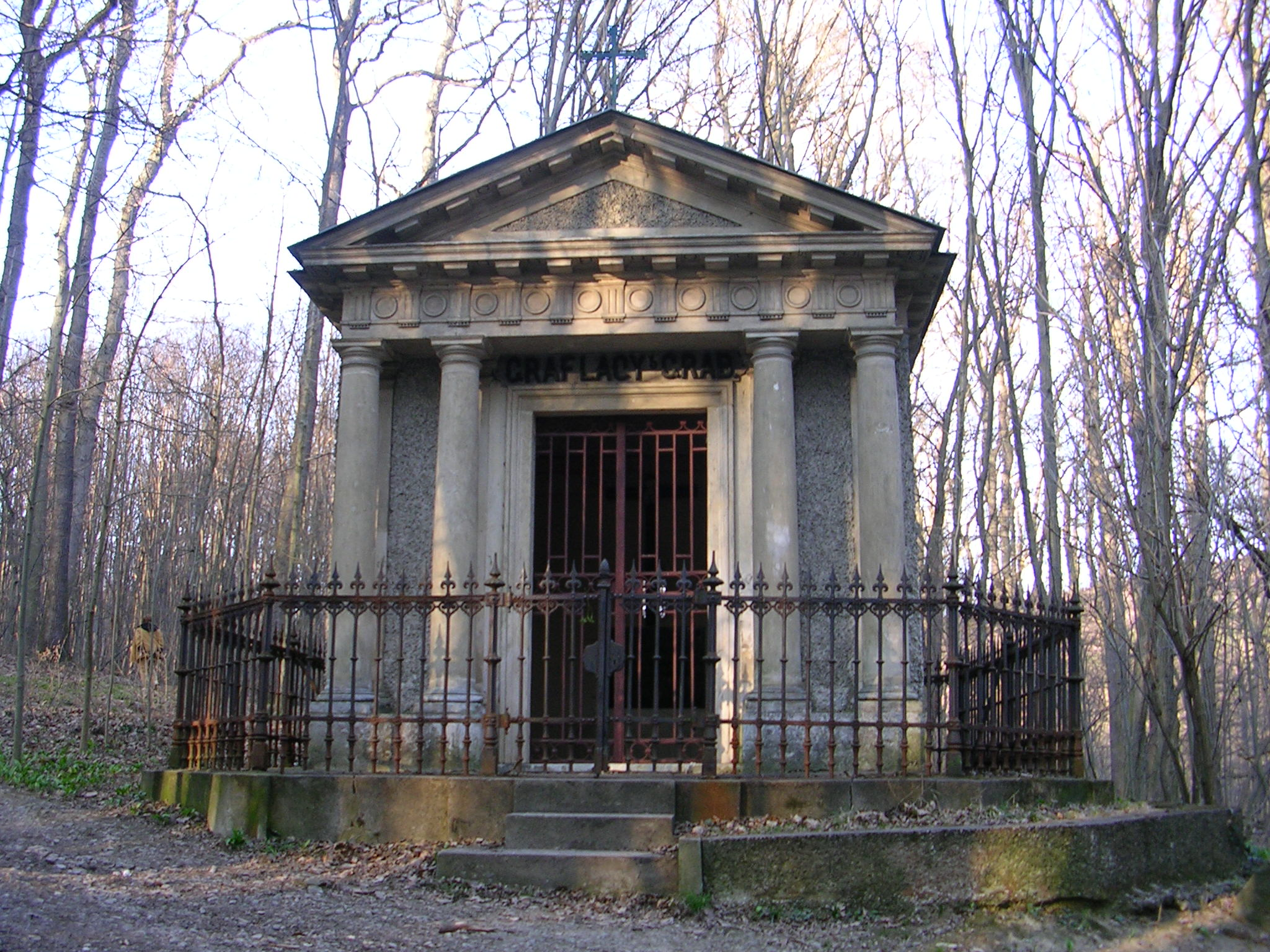
Lascys (oder Lacys) Grabmal im Schwarzenbergpark

Der Schwarzenbergpark, auch Dornbacher Park, ist eine Parkanlage im 17. Wiener Gemeindebezirk, Hernals, Bezirksteil Neuwaldegg. Als ehemaliger Neuwaldegger Schlosspark war er der erste englische Landschaftsgarten Österreichs.

## Geschichte
Feldmarschall Franz Moritz Graf von Lascy (auch: Lacy, 1725–1801) kaufte 1765 Schloss und Herrschaft Neuwaldegg und ließ das Gelände, das sich vom Bezirksteil Dornbach bis zur heutigen nordwestlichen Stadtgrenze erstreckt und Jagdrevier des Schlosses war, zu einem Naturpark umgestalten; es war dies damals einer der größten Lust- und Landschaftsgärten in Europa. Lascys Grabmal befindet sich nahe der Höhenstraße in einem Waldgebiet des Parks. Der Park ist großteils von zum nördlichen Wienerwald gehörigen Wald- und Wiesenstücken umgeben.
Seit 1801 gehörte der Park wie das an seinem stadtzentrumsseitigen Ende anschließende Schloss Neuwaldegg zum Besitz der Fürstenfamilie Schwarzenberg. 1958 kaufte die Gemeinde Wien den Schwarzenbergpark als Naherholungsgebiet.
Durch den Park zieht sich vom Schloss bis zur Stadtgrenze die fast schnurgerade, 2,2 km lange Schwarzenbergallee. Auf halber Strecke quert seit den 1930er-Jahren die Neuwaldegger Straße als Verlängerung der Höhenstraße den Park; für die Spaziergänger auf der Allee besteht eine Unterführung.
Die Anlagen gehören zum Landschaftsschutzgebiet Hernals–Wienerwald (LSG 6, Teil A; ges. 6 km²). Im Gebiet liegt auch das Naturdenkmal Schwarzbergenpark Eckbach, ein geologischer Aufschluss der Kalkklippen innerhalb des Sandsteinwienerwaldes (NDM 784, 2003).

## Obelisken
Im Park befinden sich zwei Obelisken, auf deren südlichem der Name KYSELAK eingraviert ist. Joseph Kyselak machte im Biedermeier in seiner Freizeit zahlreiche ausgedehnte Wanderungen durch den Wienerwald. Mit einem Topf schwarzer Ölfarbe ausgerüstet, hinterließ er auf vielen Ruinen, Felsplatten und Brückenpfeilern ganz Österreichs seine berühmten Buchstaben „KYSELAK“. Noch heute ist der Name „Kyselak“ auf diversen Wänden und Plätzen anzutreffen, wenngleich oft in verstümmelter Form, z. B. als „Kisselak“. Die meisten der bekannten Kyselak-Namenszüge sind moderne Fälschungen.
Fotografie von 1910
Link zum Bild

(Bitte Urheberrechte beachten)
Die Inschrift auf dem Obelisken im Schwarzenbergpark ist auf einer Fotografie von 1910 nicht zu sehen. Das Foto ist jedoch kein stringenter Beweis, dass es sich bei dem heute deutlich lesbaren Schriftzug um eine Fälschung handelt, da es die gegenständliche Stelle nicht im Detail zeigt, denn ein allenfalls vorhandener Schriftzug war zum Zeitpunkt der Aufnahme – nach nahezu einem Jahrhundert – mit großer Wahrscheinlichkeit bereits verblasst und die Gravur könnte von Patina überlagert gewesen sein. Dass der betreffende Obelisk in jüngerer Zeit professionell restauriert wurde, ist offensichtlich. Tatsache bleibt jedoch, dass Kyselak seinen Namen nie gravierte, sondern immer nur malte. Dieses und die ungewohnt differierende Schriftgröße (Kyselak verwendete eine Schablone) auf dem Obelisken sprechen für eine rezente Fälschung.

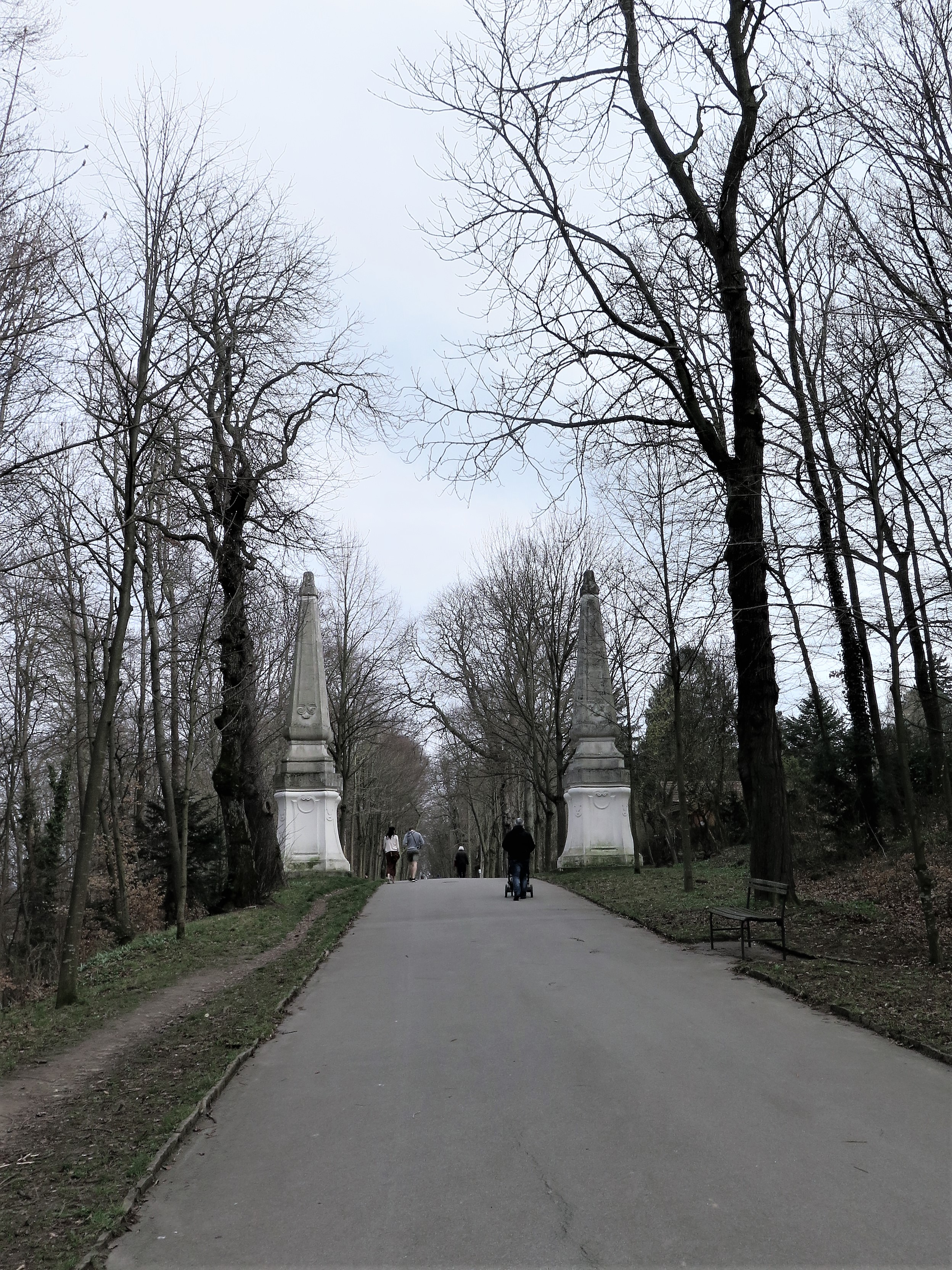
Obelisken im Schwarzenbergpark

Die Obelisken werden im Volksmund Maria-Theresien-Schaukel genannt: Der Legende nach soll sich Maria Theresia hier eine Schaukel haben anbringen lassen, deren „Einschnitte noch zu sehen seien“.